# Beachvolley vid sydamerikanska spelen
Sydamerikanska spelen har haft en turnering i beachvolley sedan sydamerikanska spelen 2010. Turneringen sker, liksom själva spelen, vart fjärde år och organiseras av ODESUR.

## Resultat per upplaga

### Damer
| Upplaga              | Upplaga           | Podium                                        | Podium                                   | Podium                                    |
| Säsong               | Värd              | Mästare                                       | Tvåa                                     | Trea                                      |
| -------------------- | ----------------- | --------------------------------------------- | ---------------------------------------- | ----------------------------------------- |
| 2010 mer information | Medellín          | Fabiane Boogaerdt Júlia Schmidt Brasilien     | Andrea Galindo Claudia Galindo Colombia  | Karelys Mosquera Lili Valera Venezuela    |
| 2014 mer information | Santiago de Chile | Talita Antunes Taiana Lima Brasilien          | Georgina Klug Ana Gallay Argentina       | Duda Lisboa Liliane Maestrini Brasilien   |
| 2018 mer information | Cochabamba        | Michelle Valiente Patricia Caballero Paraguay | Gabriela Brito Norisbeth Agudo Venezuela | Erika Mongelós Gabriela Filippo Paraguay  |
| 2022 mer information | Asunción          | Bárbara Seixas Carolina Solberg Brasilien     | Giuliana Poletti Laura Ovelaro Paraguay  | Chris Vorpahl María Francisca Rivas Chile |

### Herrar
| Upplaga              | Upplaga           | Podium                                     | Podium                                                  | Podium                                   |
| Säsong               | Värd              | Mästare                                    | Tvåa                                                    | Trea                                     |
| -------------------- | ----------------- | ------------------------------------------ | ------------------------------------------------------- | ---------------------------------------- |
| 2010 mer information | Medellín          | Igor Hernández Jesús Villafañe Venezuela   | Julio Gabriel Bardales Daniel Alberto Maldonado Ecuador | Esteban Grimalt Marco Grimalt Chile      |
| 2014 mer information | Santiago de Chile | Alison Cerutti Bruno Schmidt Brasilien     | Marco Grimalt Esteban Grimalt Chile                     | Emanuel Rego Pedro Solberg Brasilien     |
| 2018 mer information | Cochabamba        | Carlos Rangel José Tigrito Gómez Venezuela | Gastón Baldi Hans Hannibal Uruguay                      | Esteban Grimalt Marco Grimalt Chile      |
| 2022 mer information | Asunción          | Esteban Grimalt Marco Grimalt Chile        | Nicolás Capogrosso Tomás Capogrosso Argentina           | Arthur Lanci Adrielson Emanuel Brasilien |